# Négypólusok

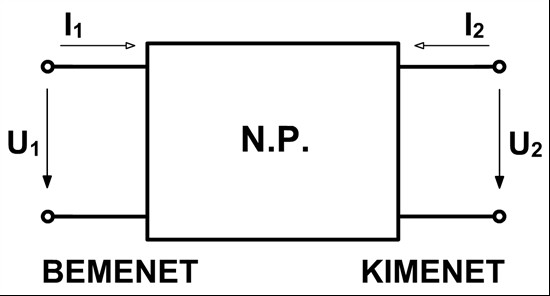

A négypólusok (kvadropólusok) olyan, általában elektromos hálózatok, melyeknek 4 csatlakozópontjuk van. Ha páronként igaz, hogy az egyiken befolyó áram egyenlő a másikon kifolyóval, akkor a négypólus ún. kétkapu. Az elektromos hálózatok ilyenek a Kirchoff II. (vágat) törvénye értelmében. Az ábrán I1 a felső bemeneti csatlakozóponton befolyik, és az alsón kifolyik, míg I2 a felső kimeneti csatlakozóponton folyik be és az alsó ki. (A referenciairányok természetesen tetszőlegesek, ha az áramok tényleges iránya a valóságban ellentétes a felvett iránnyal, akkor értékük negatív.) Négypólusok vizsgálatakor a reprezentált rendszerről rendszerint annak pontos belső felépítésének ismerete nélkül teszünk állításokat (feketedoboz-modell).

## Négypólus fajták

### Aktív négypólusok
Legalább egy aktív áramköri elemet tartalmaznak (műveleti erősítő, tranzisztor, stb).

### Passzív négypólusok
Csak passzív áramköri elemeket tartalmaznak (ellenállás, kondenzátor, tekercs, feszültég- és áramforrás).

### Lineáris négypólusok
Minden áramköri elemük lineáris. Lineáris egy elem, ha feszültsége és árama között lineáris művelet teremt kapcsolatot, tehát pl egy lineáris ellenállásnál 2-szeres feszültség esetén 2-szeres áram fog folyni, lásd Ohm-törvény. A valóságbanazonban ez a modell nem mindig állja meg a helyét. A modell egyik tipikus határa a nagy frekvencia alkalmazása, ekkor ugyanis az áramköri alkatrészek tulajdonságai megváltoznak, (pl egy tekercs esetén a menetkapacitás dominánssá válik).

### Nemlineáris négypólusok
Legalább egy nemlineáris áramköri elemet tartalmaznak (pl dióda, tranzisztor, stb). A dióda feszültség-áram karakterisztikája például nyitó irányú előfeszítéskor exponenciális. Nemlinearitás következhet be például tekercs esetén a vasmag telítődésekor.

### Szimmetrikus négypólusok
Kimenetük és bemenetük minden következmény nélkül felcserélhető.

### Földszimmetrikus négypólusok
Bemeneti és ezzel egyidejűleg kimeneti kapcsaik minden következmény nélkül felcserélhetőek.

## A kétkapu karakterisztikus egyenletei
A lineáris kétkapuk leírhatók lineáris egyenletrendszerrel.

### Impedancia(z) paraméterek
{\displaystyle u_{be}=z_{11}i_{be}+z_{12}i_{ki}}

{\displaystyle u_{ki}=z_{21}i_{be}+z_{22}i_{ki}}

Bemeneti impedancia nyitott kimenet esetén

{\displaystyle z_{11}={\frac {u_{be}}{i_{be}}}\qquad i_{ki}=0}

Átviteli(transzfer) impedancia nyitott bemenet estén

{\displaystyle z_{12}={\frac {u_{be}}{i_{ki}}}\qquad i_{be}=0}

Átviteli(transzfer) impedancia nyitott kimenet estén

{\displaystyle z_{21}={\frac {u_{ki}}{i_{be}}}\qquad i_{ki}=0}

Kimeneti impedancia nyitott bemenet esetén

{\displaystyle z_{22}={\frac {u_{ki}}{i_{ki}}}\qquad i_{be}=0}

### Admittancia(y) paraméterek
{\displaystyle i_{be}=y_{11}u_{be}-y_{12}u_{ki}}

{\displaystyle i_{ki}=-y_{21}u_{be}+y_{22}u_{ki}}

Bemeneti admittancia rövidrezárt kimenet esetén

{\displaystyle y_{11}={\frac {i_{be}}{u_{be}}}\qquad u_{ki}=0}

Átviteli(transzfer) admittancia rövidrezárt bemenet estén

{\displaystyle y_{12}={\frac {-i_{be}}{u_{ki}}}\qquad u_{be}=0}

Átviteli(transzfer) admitancia rövidrezárt kimenet esetén

{\displaystyle y_{21}={\frac {-i_{ki}}{u_{be}}}\qquad u_{ki}=0}

Kimeneti admitancia rövidrezárt bemenet esetén

{\displaystyle y_{22}={\frac {i_{ki}}{u_{ki}}}\qquad u_{be}=0}

### Hibrid(h) paraméterek
{\displaystyle u_{be}=h_{11}i_{be}+h_{12}u_{ki}}

{\displaystyle i_{ki}=-h_{21}i_{be}+h_{22}u_{ki}}

Bemeneti impedancia rövidrezárt kimenet esetén

{\displaystyle h_{11}={\frac {u_{be}}{i_{be}}}\qquad u_{ki}=0}

Feszültségvisszahatás nyitott bemenet esetén

{\displaystyle h_{12}={\frac {u_{be}}{u_{ki}}}\qquad i_{be}=0}

Áramerősítési tényező rövidrezárt kimenet esetén

{\displaystyle h_{21}={\frac {-i_{ki}}{i_{be}}}\qquad u_{ki}=0}

Kimeneti admitancia nyitott bemenet esetén
{\displaystyle h_{22}={\frac {i_{ki}}{u_{ki}}}\qquad i_{be}=0}

### Inverz Hibrid(d) paraméterek
{\displaystyle i_{be}=d_{11}u_{be}-d_{12}i_{ki}}

{\displaystyle u_{ki}=d_{21}u_{be}+d_{22}i_{ki}}

#### Üresjárási bemeneti vezetőképesség
{\displaystyle d_{11}={\frac {i_{be}}{u}}\qquad i_{ki}=0}

#### rövidzárási áramvisszahatás
{\displaystyle d_{12}={\frac {-i_{be}}{i_{ki}}}\qquad u_{be}=0}

#### Üresjárási feszültségerősitési tényező
{\displaystyle d_{21}={\frac {u_{ki}}{u_{be}}}\qquad i_{ki}=0}

#### rövidzárási kimeneti ellenállás
{\displaystyle d_{22}={\frac {u_{ki}}{i_{ki}}}\qquad u_{be}=0}

- Kovács Csongor: Elektronika, General Press 2007